# 2009-es MTV Movie Awards
A 2009-es MTV Movie Awards díjátadó ünnepséget 2009. május 31-én tartották a kaliforniai Gibson Amphitheatre-ben (Universal City, Amerikai Egyesült Államok. A 18. gála házigazdája Andy Samberg volt.  A jelölteket május elején hirdették ki.

## Előadók
- Eminem — We Made You, Crack a Bottle
- Kings of Leon — Use Somebody

## Bejelentők
- Anna Faris és Chris Pine — a legjobb feltörekvő színésznőt jelentették be
- Michael Bay és Megan Fox — egy exkluzív Transformers: A bukottak bosszúja előzetest jelentettek be
- Shia LaBeouf — a legjobb küzdelmi jelenetet jelentette be
- Bradley Cooper, Ed Helms, Justin Bartha és Taraji P. Henson — Eminemet jelentették be
- Jonah Hill és Vanessa Hudgens — a legjobb feltörekvő színészt jelentették be
- Brüno Gehard — a legjobb színészt jelentette be
- Daniel Radcliffe, Rupert Grint és Emma Watson — egy exkluzív Harry Potter és a Félvér Herceg előzetest jelentettek be
- Sandra Bullock és Ryan Reynolds — a legjobb csókot jelentették be
- Big Pak és Hayden Panettiere — a legjobb "WTF" jelenetet jelentették be
- Leighton Meester és Lil' Wayne — a legjobb betétdalt jelentették be
- Robert Pattinson, Kristen Stewart és Taylor Lautner — egy exkluzív Alkonyat – Újhold előzetest jelentettek be
- Kiefer Sutherland, Triumph,  a kutya és Zac Efron — az MTV Generation Award győztesét jelentették be
- Cameron Diaz, Sofia Vassilieva és Abigail Breslin — a legjobb színésznőt jelentették be
- Sienna Miller és Channing Tatum — Kings of Leont jelentették be
- Danny McBride és Will Ferrell — a legjobb komikus színészt jelentették be
- Denzel Washington — a legjobb filmet jelentette be

## Díjazottak és jelöltek

### Legjobb film
Alkonyat
- A Vasember
- A sötét lovag
- High School Musical 3. – Végzősök
- Gettómilliomos

### Legjobb színész
Zac Efron – High School Musical 3. – Végzősök
- Christian Bale – A sötét lovag
- Robert Downey Jr. – A Vasember
- Shia LaBeouf – Sasszem
- Vin Diesel – Halálos iramban

### Legjobb színésznő
Kristen Stewart – Alkonyat
- Angelina Jolie – Wanted
- Anne Hathaway – A csajok háborúja
- Kate Winslet – A felolvasó
- Taraji P. Henson – Benjamin Button különös élete

### Legjobb feltörekvő színész
Robert Pattinson – Alkonyat
- Ben Barnes – Narnia Krónikái: Caspian herceg
- Bobb'e J. Thompson – Példátlan példaképek
- Dev Patel – Gettómilliomos
- Taylor Lautner – Alkonyat

### Legjobb feltörekvő színésznő
Ashley Tisdale - High School Musical 3. – Végzősök
- Amanda Seyfried - Mamma Mia!
- Freida Pinto - Gettómilliomos
- Kat Dennings - Nick and Norah's Infinite Playlist
- Miley Cyrus - Hannah Montana: A film
- Vanessa Hudgens - High School Musical 3. – Végzősök

### Legjobb negatív szereplő
Heath Ledger – A sötét lovag
- Derek Mears – Péntek 13
- Dwayne Johnson – Zsenikém – Az ügynök haláli
- Johnathon Schaech – Szalagavató
- Luke Goss – Pokolfajzat II: Az Aranyhadsereg

### Legjobb komikus színész
Jim Carrey – Az igenember
- Amy Poehler – Bébi mama
- Steve Carell – Zsenikém – Az ügynök haláli
- Anna Faris – A házinyuszi
- James Franco – Ananász expressz

### Legjobb betétdal
Miley Cyrus:  The Climb – Hannah Montana
- A. R. Rahman: Jai Ho – Gettómilliomos
- Bruce Springsteen: The Wrestler – A pankrátor
- Paramore: Decode – Alkonyat

### Legjobb csók
Kristen Stewart és Robert Pattinson – Alkonyat
- Sean Penn és James Franco – Milk
- James McAvoy és Angelina Jolie – Wanted
- Dev Patel és Freida Pinto – Gettómilliomos
- Vanessa Hudgens és Zac Efron – High School Musical 3. – Végzősök
- Paul Rudd és Thomas Lennon – Spancserek

### Legjobb küzdelmi jelenet
Robert Pattinson vs. Cam Gigandet – Alkonyat
- Ron Perlman vs. Luke Goss – Pokolfajzat II: Az Aranyhadsereg
- Anne Hathaway vs. Kate Hudson – A csajok háborúja
- Heath Ledger vs. Christian Bale – A sötét lovag
- Seth Rogan és James Franco vs.Danny McBride – Ananász expressz

### Legjobb "WTF" jelenet
- Amy Poehler (Bébi mama) - Amikor Amy Poehler nem tudja kinyitni a wc tetejét, a csapba pisil
  - Angelina Jolie (Wanted) - Angelina Jolie megöli összes ellenfelét és saját magát is egyetlen golyóval
  - Ayush Mahesh Khedekar (Gettómilliomos) - Ayush Mahesh Khedekar a pöcegödörben fürdik
  - Ben Stiller (Trópusi vihar) - Ben Stiller megnyal egy levágott fejet
  - Jason Segel és Kristen Bell (Lepattintva) - Jason Segel pucéran szakít Kristen Bell-lel

### MTV Generation Award
- Ben Stiller